# 高橋美咲
高橋 美咲（たかはし みさき、1988年7月9日 - ）は、日本の女性モデル、元レースクイーン。
埼玉県出身。駒澤大学英米文学科中退。元イー・スマイル所属で、現在はゴッドフェニックスに所属し、芸名を「美咲」としている。

## 来歴
2011年より「MOTULサーキットレディ」としてSUPER GT500クラスのレースクイーンに就任。前任者だった青山イリス（後に彩イリスと改名）が突発性難聴を患ってRQ業を引退したため、同年6月のマレーシア・セパン戦から急遽参加。以後2012年、2013年、2014年と歴代最長の4年間に渡りMOTULのサーキットレディを務める。この間ゴルフ雑誌『GOLF TODAY』の“GTバーディーズ”に参加した他、2013年の日本レースクイーン大賞ではテレビ東京賞を受賞。同局で放送されていた深夜バラエティ番組『解禁!暴露ナイト』にも出演した。
2014年「ミス・ユニバース・ジャパン」に福島県代表として出場。ファイナリストまで進むも3位に終わった。
レースクイーン卒業後の2015年は、スーパー耐久で「KONDO Racing」のドライバーサポートを務めた他、東京モーターショーのSUZUKIブースにステージモデルとして出演。同年8月16日に行われた「静岡モデルコレクション2015」では、水着コンテストでグランプリを受賞した。
2016年2月26日、八芳園にて行われた「ミスブライダルモデルグランプリ2015」全国大会に出場（エントリーNo.59）したが、グランプリ受賞はならなかった。
2016年4月1日、自身のブログで5年間所属していた「イー・スマイル」を前月31日付で退所したことを明かした。その後もフリーで芸能活動を継続したが、2017年2月23日、ゴッドフェニックスに移籍、芸名を「美咲」に改名したことをブログで発表した。
2018年12月31日、自身のインスタグラムで同年未明に結婚していたことを表明した。

## 人物
- 一人っ子である[16]。
- 趣味はネイルアート、ゴルフ、買い物。
- 中学時代はバスケットボール部[17]、高校時代はダンス部[18]に入っていた。
- GTバーディーズでも共働した桃原美奈[1][19]や、『解禁!暴露ナイト』でも共演した桃香[20]、レースクイーンの先輩である森木美和[注 3]と仲が良い。
- MOTULのサーキットレディとしては、最後の昭和生まれ（1988年（昭和63年）生）である（2020年現在）。
- サウナ好きで、2019年にはフィンランドサウナアンバサダーに任命[22]。そのせいか自身のツイッターも「美咲@サウナ女子」としている（2020年3月現在）。

## 出演

### テレビ番組
- 解禁!暴露ナイト（テレビ東京、2012年10月 - 2014年3月）

### CM
- au「竜宮城ぷるぷる」篇（2015年） - 竜宮城ぷるぷるガールズ 役[23]

### 雑誌
- GOLF TODAY「GTバーディーズ」（三栄、2011年11月 - 2016年）[1]

### イベント
- 東京ゲームショウ
  - gloopsブース（2012年） - 佐崎愛里、千葉悠凪とも共演
  - CAPCOMブース（2014年）
- ジャパンゴルフフェア・Callawayブースモデル（2015年）
- 東京モーターショー・SUZUKIブース（2015年）[8]
- CP+・SONYブースモデル（2017年[4]・2018年[24]・2019年[25]）